# Büchermühle
Büchermühle ist ein Ortsteil und eine ehemalige Wassermühle in Halver im Märkischen Kreis im Regierungsbezirk Arnsberg in Nordrhein-Westfalen (Deutschland).

## Lage und Beschreibung
Die Büchermühle liegt auf 340 m ü. NHN im westlichen Halver an der Ennepe. Der Ort ist über eine Zufahrt erreichbar, die bei Niederennepe von der Bundesstraße 229 abzweigt und die auch die benachbarten Orte Kreimendahl, Nonnenennepe und Büchen anbindet. Weitere Nachbarorte sind Büchenbaum, Hohenplanken, Eschen, Auf den Eicken, Eickerschmitte, Eickerhöhe, Ober- und Niederhövel.
Das Wasserrad der Mühle ist noch heute in Betrieb und erzeugt mittels eines Generators elektrischen Strom.

## Geschichte
Die Büchermühle wurde erstmals 1540 urkundlich erwähnt, die Entstehungszeit der heutigen Siedlung wird zwischen 1400 und 1500 in der Folge der späten mittelalterlichen Ausbauperiode vermutet. Die Büchermühle ist ein Abspliss der Hofschaft Büchen.
1818 lebten sechs Einwohner im Ort. 1838 gehörte Büchermühle unter dem Namen Beuckermühle der Eickhöfer Bauerschaft innerhalb der Bürgermeisterei Halver an. Der laut der Ortschafts- und Entfernungs-Tabelle des Regierungs-Bezirks Arnsberg als Malmühle an der Ennepe kategorisierte Ort besaß zu dieser Zeit zwei Wohnhäuser und eine Fabrik bzw. Mühle. Zu dieser Zeit lebten acht Einwohner im Ort, allesamt evangelischen Glaubens.
Das Gemeindelexikon für die Provinz Westfalen von 1887 gibt eine Zahl von fünf Einwohnern an, die in einem Wohnhaus lebten.

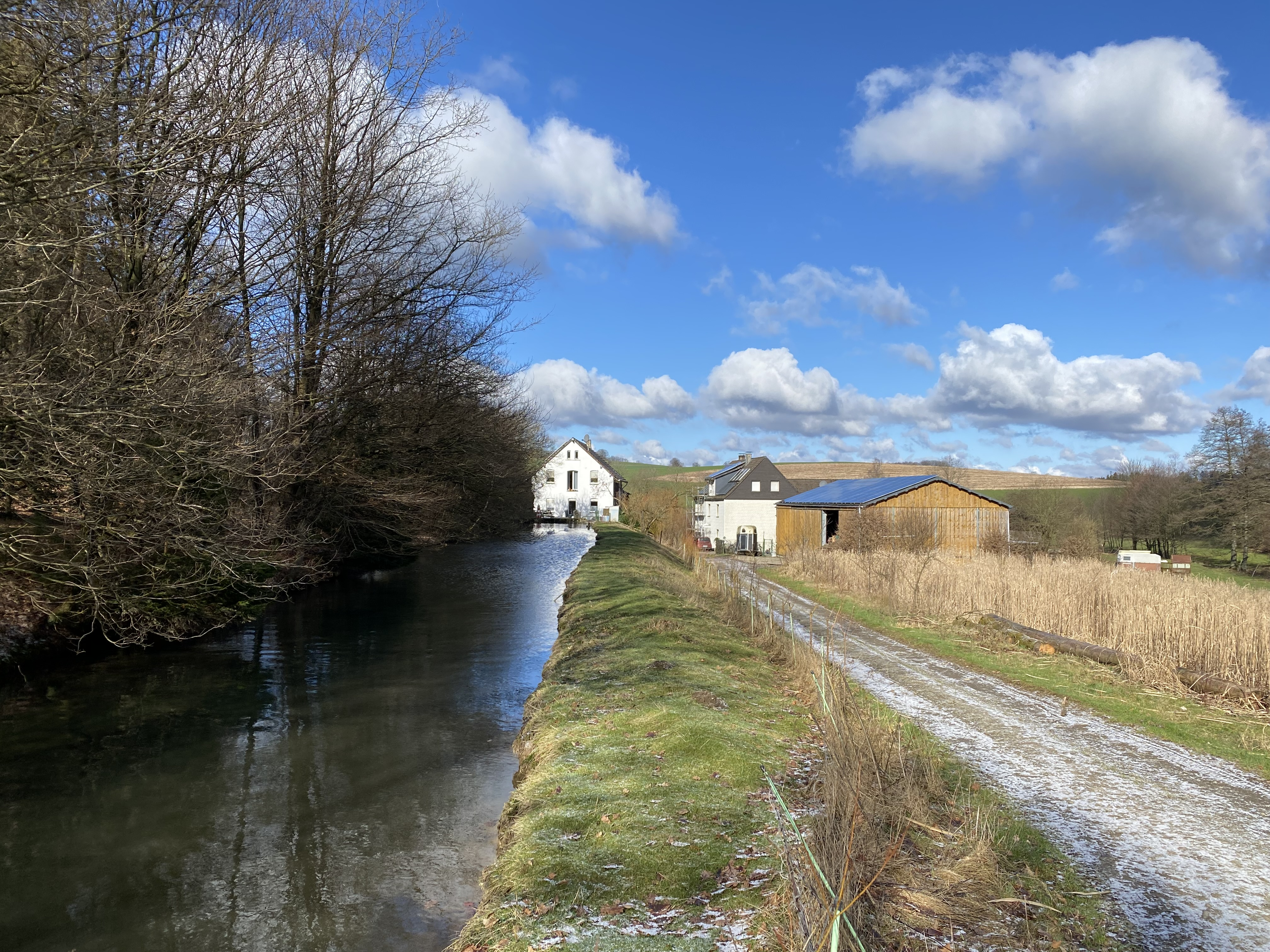
Obergraben zur Büchermühle (hinten)
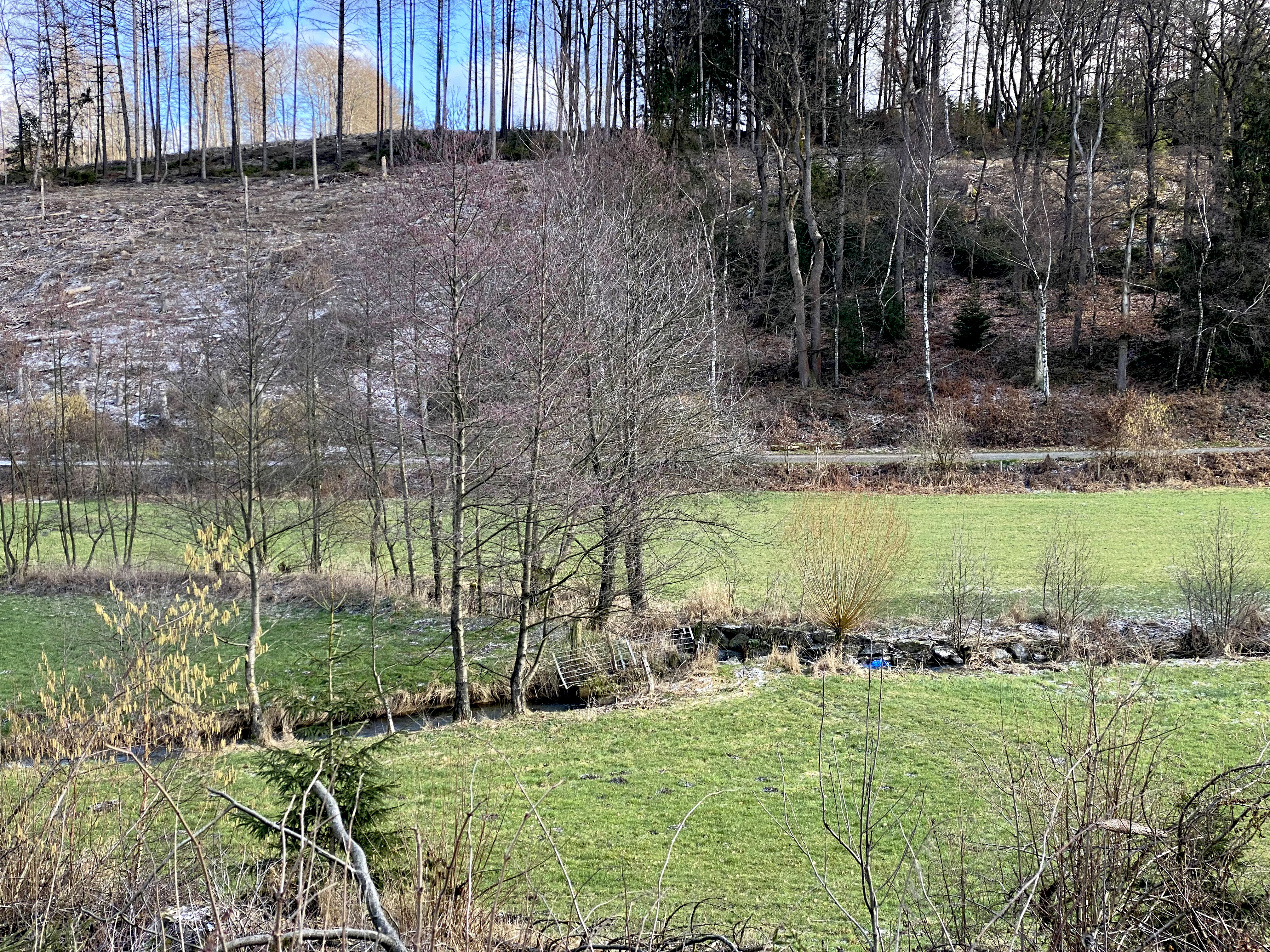
Ennepe mit Abzweigung Obergraben (vorne links) zur Büchermühle
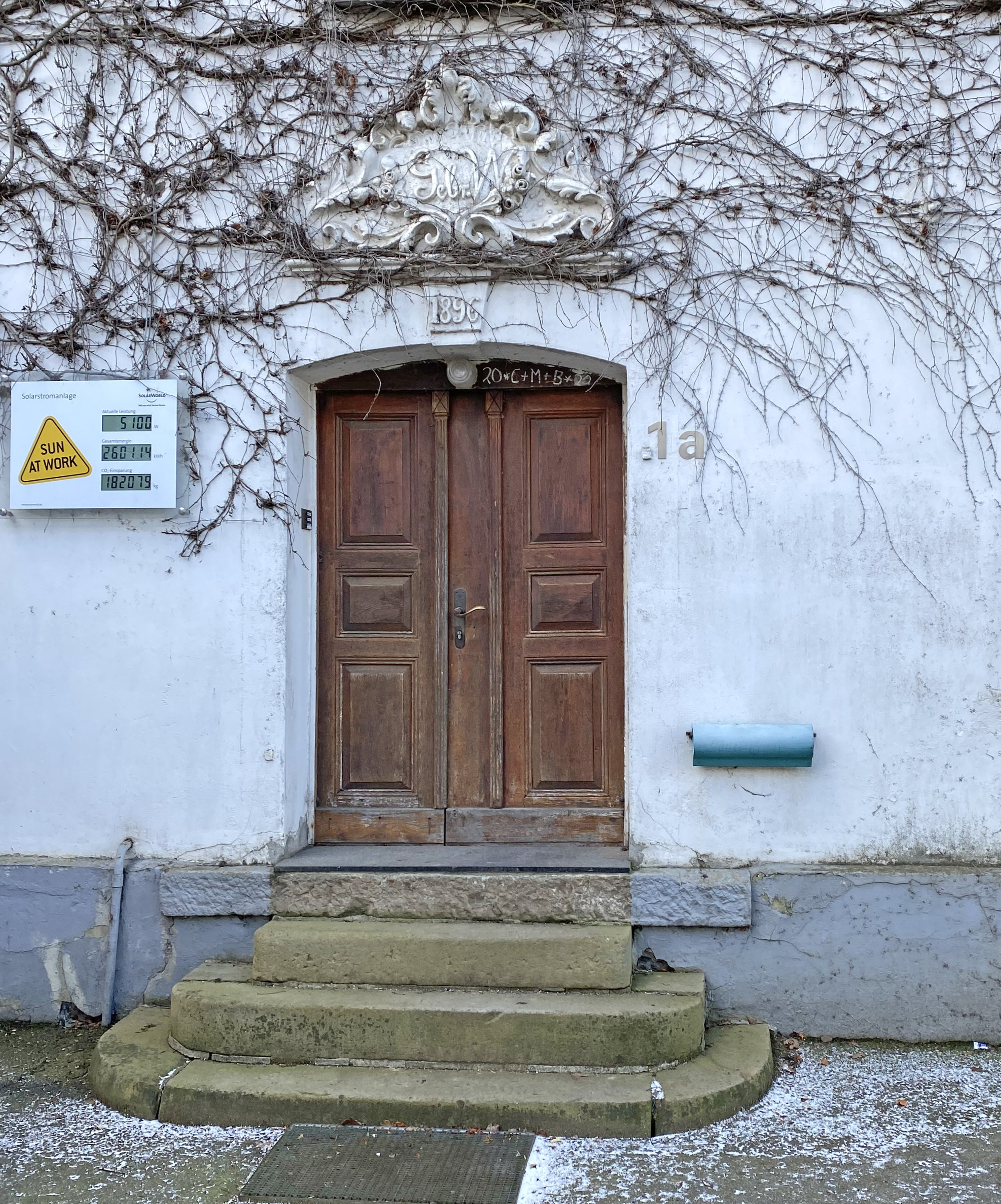
Hauseingang Büchermühle mit Schmuckornament
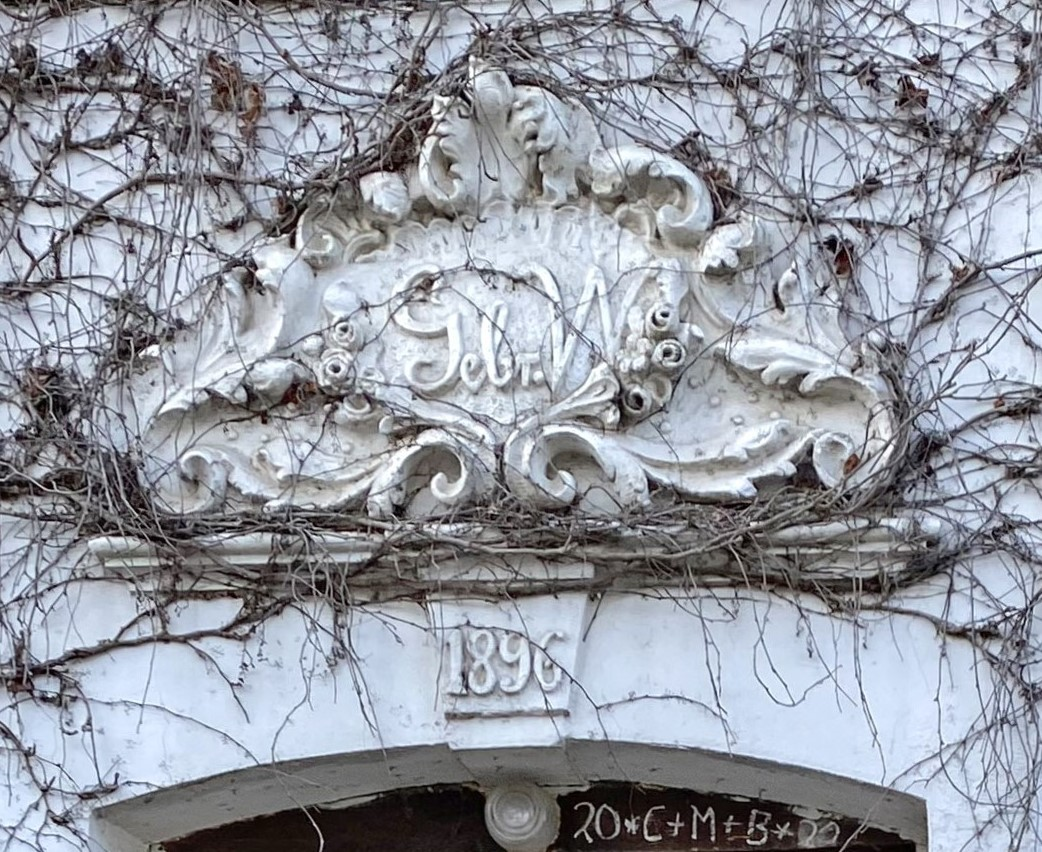
Tür-Schmuckornament (1896)